# بخش کمبریا، شهرستان بلو زمین، مینه سوتا
بخش کمبریا (به انگلیسی: Cambria Township) یک منطقهٔ مسکونی در ایالات متحده آمریکا است که در شهرستان بلو ارث، مینه‌سوتا واقع شده‌است.
 بخش کمبریا ۵۱٫۰ کیلومتر مربع مساحت و ۲۷۱ نفر جمعیت دارد و ۲۹۰ متر بالاتر از سطح دریا واقع شده‌است.